# Episodisch geheugen
Het episodische geheugen is het geheugen voor persoonlijke gebeurtenissen. Het wordt samen met het semantische geheugen gerekend tot het declaratieve geheugen, dat ook wel het expliciete geheugen wordt genoemd. Diens tegenhanger is het procedurele geheugen. Het episodische geheugen is echter gebonden aan tijd en plaats, zoals de herinnering van het moment en de plaats van de eerste kennismaking met een vriend, onze 18e verjaardag, een ongeluk op de fiets en dergelijke. Het is dus sterk beïnvloed door onze eigen levensgeschiedenis.

## Neurale basis
Het opslaan van nieuwe feiten en gebeurtenissen in het langetermijngeheugen gebeurt mede door de mediotemporale cortex, een gebied aan de binnenzijde van de temporale kwab waar zich ook de hippocampus bevindt. Beschadiging van deze gebieden gaat ook vaak gepaard met anterograde amnesie: het onvermogen om nieuwe feiten of gebeurtenissen die zich hebben voorgedaan na een hersenletsel, te onthouden. Een belangrijke rol in het onderzoek naar de neurale basis van het geheugen speelde het 'geval' H.M.: een neurologische patiënt bij wie de hippocampus chirurgisch was verwijderd. Dieronderzoek van onder anderen L.R. Squire en M. Mishkin uit de Verenigde Staten heeft aangetoond dat ook bij apen de mediotemporale cortex een rol speelt bij de opslag van nieuwe kennis in het langetermijngeheugen. Men neemt ten slotte aan dat de inhoud van het episodische geheugen zelf niet in de hippocampus en de omliggende gebieden, maar verspreid over de neocortex is opgeslagen, zoals in de temporale, postererieure en anterieure gebieden van de hersenen.